# Tennistoernooi van Sydney 2004
|                                                 |  |                                       |
| Justine Henin-Hardenne, winnares bij de vrouwen |  | Lleyton Hewitt, winnaar bij de mannen |

Het tennistoernooi van Sydney van 2004 werd van zondag 11 tot en met zondag 18 januari 2004 gespeeld op de hardcourt-buitenbanen van het Olympic Park Tennis Centre in de Australische stad Sydney. De officiële naam van het toernooi was Adidas International. Het was de 112e editie van het toernooi.
Het toernooi bestond uit twee delen:
- WTA-toernooi van Sydney 2004, het toernooi voor de vrouwen (11–17 januari)
- ATP-toernooi van Sydney 2004, het toernooi voor de mannen (12–18 januari)

ATP-toernooi van Sydney – WTA-toernooi van Sydney

Toernooien sinds 1990:
1990 · 1991 · 1992 · 1993 · 1994 · 1995 · 1996 · 1997 · 1998 · 1999 · 2000 · 2001 · 2002 · 2003 · 2004 · 2005 · 2006 · 2007 · 2008 · 2009 · 2010 · 2011 · 2012 · 2013 · 2014 · 2015 · 2016 · 2017 · 2018 · 2019 · 2020 · 2021 · 2022